# 이국일기
『이국일기』(일본어: 異国日記 いこくにっき[*])는 근세 초기 일본 외교 기록 문서이다. 2책으로 구성되어 있다. 이신스덴(以心崇伝) 등에 의한 자필본이 교토(京都) 곤치인(金地院)에 소장되어 있으며 일본 국가 중요문화재로 지정되어 있다.

## 개요
에도막부와 제 외국과의 왕복 서간 및 그 발급 소무에 관한 기사를 정리한 것으로 근세외교사의 기본 사료이다.

### 제1책
게이쵸(慶長) 13년(1608년) 7월 14일, 이신스덴이 쇼군 도쿠가와 히데타다(徳川秀忠)의 면전에서 '여송국주(呂宋国主)' 즉 스페인령 필리핀 총독(governor-general of the Spanish Philippines)인 로드리고 데 비베로(Rodrigo de Vivero)의 서간(5월 27일자)을 읽는 장면을 시작으로, 간에이(寛永) 6년 (1629년) 10월, 섬라국(暹羅国) 즉 시암(Siam) 아유타야 왕국(Ayutthaya 王朝)의 사절이 에도를 출발하여 귀국하는 기사로 끝이 난다. 이 사이 외국선의 일본 도래, 외국인의 배알 등의 기사가 게재되어 있으며 외국에서 온 서신, 그것에 대한 답서, 서간 체재, 답서 제작 전말 등이 상술되어 있다. 서간에 대하여 '여송(呂宋)' 즉 스페인령 필리핀, '간포채(柬埔寨)' 즉 캄보디아(Cambodia), '오란다(オランダ)' 즉 네덜란드, '아마카와(天川)' 즉 마카오(Macao), '안남(安南)' 즉 베트남, '명(明)', '조선(朝鮮)', '고아(ゴア)', '노비스판(濃毘数般, ノビスパン)' 즉 누에바 에스파냐(Nueva Espana), '인가라테이라(伊伽羅諦羅, インカラテイラ)' 즉 잉글랜드(England), '섬라(暹羅)'와의 사이에 주고받은 서신이 포함되어 있으며, 또한 각로(閣老)와 각국 중신이나 야마다 니사에몬 나가마사(山田仁左衛門長正), 즉 야마다 나가마사(山田長政) 등과의 왕복 서간 등이 포함되어 있다. 게다가 주인장(朱印状), 사쓰마(薩摩) 도래 당선(唐船)의 적하 목록, 명으로 향하는 무역 부활에 관한 의사 표시, 이스파니아(イスパニア) 즉 에스파냐 단교 명령서 등의 외교관계 기사, 혹은 이신스덴이 기초한 반천련추방지문(伴天連追放之文, 즉 가톨릭 신부 '파테렌'을 추방한다는 글) 등의 기사도 포함되어 있다.。
답서에는 산요겐키쓰(三要元佶)가 기초한 것과 이신스덴이 기초한 것이 포함되어 있지만, 대부분 이신스덴 본인이 쓴 것이다.

### 제2책
간에이 20년(1643년)의 조선통신사와 하야시 라잔(林羅山), 하야시 가호(林鵞峰), 하야시 돗코사이(林読耕斎) 부자와의 시문 응수를 시작으로, 메이레키(明暦) 원년(1655년)의 조선통신사와 사이고쿠 겐료(最嶽元良)와의 필담으로 끝난다. 제1책과 다르게 편년(編年) 순서대로 되어 있지 않으며, 사이쇼 죠타이(西笑承兌), 분시겐쇼(文之玄昌) 즉 난포분시(南浦文之) 사이고쿠겐료 등이 기초한 외국으로 보내는 서간, 간에이 원년(1624년) 조선통신사 관계 서간, 사쓰마번(薩摩藩) 시마즈씨(島津氏)의 류큐(琉球)・명・여송・안남 관계 서간, 명 만력제가 도요토미 히데요시(豊臣秀吉)를 '일본국왕(日本國王)'에 임명한 칙서, 히데요시가 고산국(高山國) 즉 대만으로 보낸 주인장, 무로마치 시대(室町時代) 교토고잔(京都五山) 승려의 외교 서간 등이 포함되어 있다. 이신스덴의 죽음이 있었던 1633년 이후 기사가 많기 때문에, 이신스덴의 사망 이후 사이고쿠겐료 등이 곤치인에 남은 문서들을 모아 편찬한 것으로 생각된다.

## 내력
쇼토쿠(正徳) 2년(1712년), 아라이 하쿠세키(新井白石)가 곤치인에서 『본광국사일기』(本光国師日記) 조사 중에 발견하면서 존재가 알려지게 되었다. 다음해 쇼토쿠 3년(1713년) 막부가 등사를 명하였다. 이때 사본은 곤치인 엔세도(円西堂)에서 하쿠세키에게 제출된 『이국일기어기록잡기』(異国日記御記録雑記)에 의하면, 목록은 총 7책이라고 되어 있지만, 현재는 행방불명이다.
메이지(明治) 37년인 1904년 2월 18일, 고사사보존법(古社寺保存法)에 따라, 『지본묵서이국일기』(紙本墨書異国日記)로 하였고, 마찬가지로 곤치인 소장의 『지본묵서본광국사일기』(紙本墨書本光国師日記), 『지본묵서이국도해주인장・이국근년어서초안』(紙本墨書異国渡海御朱印帳・異国近年御書草按), 『지본묵서이국일기어기록잡기』(紙本墨書異国日記御記録雑記)와 함께 일본 국가 병종국보(丙種国宝)로 지정되었다. 1950년인 쇼와(昭和) 25년 5월 30일, 문화재보호법 시행에 따라 국가 중요문화재로 지정되었다. 1953년인 쇼와 28년 10월 1일로 교토국립박물관에 기탁(寄託) 보관되고 있다.
영인본에 이국일기간행회편(異国日記刊行会編), 『영인본 이국일기』(影印本 異国日記), 도쿄미술(東京美術), 1989이 있다. 전문 활자번각으로는 츠지 젠노스케(辻善之助) 교정(校訂)의 『이국일기』(異国日記, 『史苑』제1권제1호 - 제18권 제3・4합병호, 1928년 - 1934년)가 있으나, 단행본화되어 있지는 않다. 또한 무라카미 나오지로(村上直次郎) 교주(校注) 『증정이국일기초』(増訂異国日記抄, 초판 1911년, 증정판 1929년)는 서양제국에 관한 기사를 발췌한 것이다.

## 刊本
- 村上直次郎校注『異国日記抄』三秀舎, 1911년 3월: 서양 여러 나라 기록 발췌
- 村上直次郎校注『異国往復書簡集 増訂異国日記抄』駿南社〈異国叢書〉、1929년 10월 15일. NDLJP:1186704 NDLJP:1876513 のち雄松堂書店, 1966년 9월 10일: 『이국일기초(異国日記抄)』의 증정판
- 辻善之助 校訂「異国日記」（『史苑』第1巻第1号 - 第18巻第3・4合併号、1928년 10월 - 1934년 8월, 전22회) : 전문 활자번각
  - 辻善之助 (1928년 10월), “異国日記”, 《史苑》 1 (1): 89–97, doi:10.14992/00000486, ISSN 0386-9318
  - 辻善之助 (1928년 11월), “異国日記（二）”, 《史苑》 1 (2): 10–22, doi:10.14992/00000494, ISSN 0386-9318
  - 辻善之助 (1929년 1월), “異国日記（三）”, 《史苑》 1 (4): 23–28, doi:10.14992/00000510, ISSN 0386-9318
  - 辻善之助 (1929년 2월), “異国日記（四）”, 《史苑》 1 (5): 29–32, doi:10.14992/00000518, ISSN 0386-9318
  - 辻善之助 (1929년 3월), “異国日記（五）”, 《史苑》 1 (6): 33–36, doi:10.14992/00000525, ISSN 0386-9318
  - 辻善之助 (1929년 5월), “異国日記（六）”, 《史苑》 2 (2): 37–46, doi:10.14992/00000543, ISSN 0386-9318
  - 辻善之助 (1929년 6월), “異国日記（七）”, 《史苑》 2 (3): 47–52, doi:10.14992/00000550, ISSN 0386-9318
  - 辻善之助 (1929년 9월), “異国日記（八）”, 《史苑》 2 (6): 53–64, doi:10.14992/00000570, ISSN 0386-9318
  - 辻善之助 (1930년 1월), “異国日記（九）”, 《史苑》 3 (4): 65–74, doi:10.14992/00000591, ISSN 0386-9318
  - 辻善之助 (1930년 3월), “異国日記（十）”, 《史苑》 3 (6): 75–82, doi:10.14992/00000603, ISSN 0386-9318
  - 辻善之助 (1930년 6월), “異国日記（十一）”, 《史苑》 4 (3): 83–92, doi:10.14992/00000617, ISSN 0386-9318
  - 辻善之助 (1930년 8월), “異国日記（十二）”, 《史苑》 4 (5): 93–102, ISSN 0386-9318
  - 辻善之助 (1931년 1월), “異国日記（十三）”, 《史苑》 5 (4): 103–112, doi:10.14992/00000647, ISSN 0386-9318
  - 辻善之助 (1931년 3월), “異国日記（十四）”, 《史苑》 5 (6): 113–122, doi:10.14992/00000656, ISSN 0386-9318
  - 辻善之助 (1931년 5월), “異国日記（十五）”, 《史苑》 6 (2): 123–133, doi:10.14992/00000670, ISSN 0386-9318
  - 辻善之助 (1931년 8월), “異国日記（十六）”, 《史苑》 6 (5): 1–14, doi:10.14992/00000690, ISSN 0386-9318
  - 辻善之助 (1932년 1월), “異国日記（十七）”, 《史苑》 7 (2): 15–30, doi:10.14992/00000704, ISSN 0386-9318
  - 辻善之助 (1932년 4월), “異国日記（十八）”, 《史苑》 7 (3): 31–50, doi:10.14992/00000712, ISSN 0386-9318
  - 辻善之助 (1932년 7월), “異国日記（十九）”, 《史苑》 7 (4): 51–68, doi:10.14992/00000719, ISSN 0386-9318
  - 辻善之助 (1933년 4월), “異国日記（二十）”, 《史苑》 8 (1): 69–92, doi:10.14992/00000727, ISSN 0386-9318
  - 辻善之助 (1933년 7월), “異国日記（二一）”, 《史苑》 8 (2): 93–116, doi:10.14992/00000732, ISSN 0386-9318
  - 辻善之助 (1934년 8월), “異国日記（完）”, 《史苑》 8 (3/4): 117–155, doi:10.14992/00000736, ISSN 0386-9318
  - 柴田亮 (1935년 8월), “異國日記目次稿・異國日記分類目録稿”, 《史苑》 9 (4): 1–15, doi:10.14992/00000751, ISSN 0386-9318
- 異国日記刊行会, 편집. (1989년 12월 10일), 《影印本 異国日記――金地院崇伝外交文書集成》, 東京美術, ISBN 4-8087-0544-3 : 전문 영인본.『異国渡海御朱印帳』『異国近年御書草案』『異国御朱印帳』『異国日記御記録雑記』의 영인도 함께 기재

## 참고 문헌
- 中村質 (1989년 12월 10일), 〈解説〉,   異国日記刊行会, 《影印本 異国日記――金地院崇伝外交文書集成》, 東京美術, 229–245쪽, ISBN 4-8087-0544-3
- 村上直次郎 (1966년 9월 10일), 〈序説〉, 《異国往復書簡集 増訂異国日記抄》, 異国叢書, 雄松堂書店
- 箭内健次 (1979년 3월 31일), 〈異国日記〉,   国史大辞典編集委員会, 《国史大辞典》 1, 吉川弘文館, 487쪽, ISBN 4-642-00501-3